# ØMNI
Ømni é o nono álbum de estúdio da banda brasileira de power metal Angra, lançado mundialmente em 16 de fevereiro de 2018 pela earMUSIC e em toda a Ásia pela JVC. O álbum conta uma história e o conceito conecta todas as histórias contadas em todos os discos anteriores do Angra.[carece de fontes?] Segundo o guitarrista Rafael Bittencourt, esse conceito se originou na faixa Z.I.T.O., do álbum Holy Land, de 1996.

## Turnê internacional
A Top Link Music anunciou a ANGRA ØMNI Tour 2018, a nova turnê internacional do Angra que traz todo o conceito de Ømni, que foi produzido por Jens Bogren na Suécia.
A tour começa em março de 2018 com 26 datas na Europa, incluindo vários países e contará com Operation: Mindcrime, banda do ex-vocalista do Queensrÿche, Geoff Tate, como convidado especial e as bandas Halcyon Way (todas as datas), Avelion (22.03> 31.03), Starbynary (01.04> 05.04) e Ravenscry (06.04> 18.04) como bandas de apoio.

## Repercussão e críticas
Desde suas primeiras análises, semanas antes de seu lançamento oficial, Ømni fora muito elogiado. Inúmeros portais internacionais, como o My Global Mind e Cryptic Rock, já apontavam o álbum como o primeiro lançamento da banda a alcançar a qualidade que fora visto pela última vez, na concepção de muitos, no álbum Temple of Shadows, de 2004. 
"Eu tive algumas dúvidas durante as primeiras audições, mas depois, dando mais tempo e chance, tenho que admitir, essa é a primeira vez que a banda realmente me impressiona desde Temple of Shadows."
"No geral, em Omni, a combinação dramática de música clássica e heavy metal de Angra cria um som puro e aberto de música memorável e altamente agradável ao ouvido."
A difícil compreensão do todo do disco também pode ser visível em outras análises, como as dos portais brasileiros O SubSolo e Collectors Room. O excesso de ideias surpreendeu boa parte dos críticos, mas ao mesmo tempo convenceu a grande maioria e consolidou Ømni como uma obra criativa e impressionante.
"Admito que custei para gostar desse álbum, tive que ouvir umas três ou quatro vezes até ele diluir por inteiro e então me conquistar por definitivo, a ponto de eu não conseguir tirar ele da cabeça. [...] me dá um verdadeiro gosto em ouvi-lo repetidamente, sem pular nenhuma faixa, apenas apreciando o que cada uma tem para oferecer."
"Ømni é um trabalho que apresenta uma grande variedade musical, buscada de maneira consciente pelo quinteto. São canções fortes e bem construídas, embaladas em uma sonoridade moderna e atual."

No dia de seu lançamento, Ømni alcançou o topo das vendas no iTunes, além de ter ganhado grande repercussão na mídia especializada e principalmente entre os fãs da banda, que elegeram, em sua maioria, o Ømni como um clássico do Angra desde seus primeiros dias de vida. Ao longo da semana pós-lançamento, o disco foi destaque de vendas em diversas lojas e emplacou seis músicas na lista "As 50 virais do Brasil" do aplicativo Spotify, que reúne as cinquenta músicas mais reproduzidas e compartilhadas entre os usuários nos últimos dias, com ênfase para Black Widow's Web, que alcançou a primeira posição desta, ultrapassando inúmeros hits que eram destaques na mídia popular, algo raro para uma canção de heavy metal no Brasil e nos tempos de seu lançamento.

## Faixas
Todas as letras escritas por Rafael Bittencourt. 
| N.º            | Título                    | Música                                                                            | Duração |  |
| 1.             | "Light of Transcendence"  | Rafael Bittencourt, Fabio Lione, Felipe Andreoli, Bruno Valverde, Marcelo Barbosa | 4:36    |  |
| 2.             | "Travelers of Time"       | Barbosa, Lione, Bittencourt, Andreoli                                             | 4:27    |  |
| 3.             | " Black Widow's Web"      | Andreoli, Bittencourt, Lione, Valverde                                            | 5:49    |  |
| 4.             | "Insania"                 | Bittencourt, Lione, Andreoli                                                      | 5:31    |  |
| 5.             | "The Bottom of My Soul"   | Bittencourt, Andreoli, Valverde                                                   | 4:19    |  |
| 6.             | "War Horns"               | Bittencourt, Andreoli, Lione, Loureiro, Barbosa                                   | 4:43    |  |
| 7.             | "Caveman"                 | Bittencourt, Andreoli, Valverde, Barbosa                                          | 5:53    |  |
| 8.             | "Magic Mirror"            | Andreoli, Bittencourt, Lione, Barbosa, Valverde.                                  | 6:58    |  |
| 9.             | "Always More"             | Bittencourt                                                                       | 4:43    |  |
| 10.            | "Ømni - Silence Inside"   | Bittencourt, Andreoli, Valverde                                                   | 8:31    |  |
| 11.            | "Ømni - Infinite Nothing" | Bittencourt, Andreoli, Lione, Barbosa, Valverde                                   | 5:14    |  |
| Duração total: | Duração total:            | Duração total:                                                                    | 60:17   |  |

| Faixa bônus da edição japonesa |                         |                                         |         |  |
| N.º                            | Título                  | Música                                  | Duração |  |
| 12.                            | "Z.I.T.Ø." (regravação) | Andre Matos, Kiko Loureiro, Bittencourt | 6:29    |  |

| The Videos (DVD bônus - edição japonesa) |                                   |                                                                 |         |  |
| N.º                                      | Título                            | Música                                                          | Duração |  |
| 1.                                       | "Travelers of Time" (Lyric Video) | M. Barbosa, F. Lione, R. Bittencourt, F. Andreoli               |         |  |
| 2.                                       | "War Horns"                       | R. Bittencourt, F. Andreoli, F. Lione, K. Loureiro, M. Barbosa  |         |  |
| 3.                                       | "Storm of Emotions"               | R. Bittencourt, F. Andreoli, F. Lione                           |         |  |
| 4.                                       | "Final Light"                     | K. Loureiro, R. Bittencourt, F. Andreoli, F. Lione, B. Valverde |         |  |
| 5.                                       | "Black Hearted Soul"              | K. Loureiro, R. Bittencourt, F. Lione                           |         |  |
| 6.                                       | "Silent Call"                     | R. Bittencourt                                                  |         |  |

## Créditos
Angra
- Fabio Lione - vocal
- Rafael Bittencourt - guitarra, violão, ukulele, vocal em "The Bottom of My Soul", vocais de apoio nas faixas 2, 7, 8, 10; arranjos de teclados e cordas; coros e arranjos de coro
- Marcelo Barbosa - guitarra, violão
- Felipe Andreolli - baixo, guitarra e coro
- Bruno Valverde - bateria e coro

Participações
- Sandy - vocal em "Black Widow's Web"
- Alissa White-Gluz - vocal em "Black Widow's Web"
- Kiko Loureiro - solo de guitarra em "War Horns"
- Francesco Ferlini - orquestrações (exceto "The Bottom of My Soul" e "Ømni - Infinite Nothing"), samplers adicionais em "Light of Transcendence"
- Ronaldo "Cordas" Oliveira - orquestrações em "The Bottom of My Soul" e "Ømni - Infinite Nothing", regência de cordas em "Light of Transcendence"
- Renato de Sá String Ensemble - cordas em "Light of Transcendence"
- Alessio Lucatti - teclados e arranjos (exceto "Insania" e "Always More")
- Nei Medeiros - teclados e arranjos em "Insania" e "Always More"
- Alírio Netto, Livia Dabarian, Georgia Melo, Claudya França e Gus Solaris - coros
- Dedé Reis, Wellington Sancho e Tiago Loei - percussão

Produção
- Jens Bogren - produção, gravação e mixagem
- David Castillo e Tony Lindgren - engenharia
- Linus Corneliusson - edição adicional e assistência de mixagem
- Tony Lindgren - masterização
- Gus Solaris, Lalo Preto, Alessio Lucatti e Tiago Loei - assistência de gravação
- Daniel Martin Dias - projeto gráfico
- Rafael Bittencourt - conceito de capa
- Gustavo Sazes - layout e assistência gráfica
- Henrique Grandi - fotos
- Vinícius Marcílio - assistente de fotografia
- Paulo Baron - management
- Dayse Maes - finanças
- Damaris Hoffmann - assessoria de imprensa
- Rodrigo Sauerweing - assistente de management
- Gravado, mixado e masterizado nos estúdios Fascination Street Studios (Örebro, Suécia)
- Gravações adicionais nos estúdios Greenhouse Studios (Brasil), Eden Studios (Itália), BT Studios (Brasil) e Gul Studios (Suécia)